# Tsenacommacah

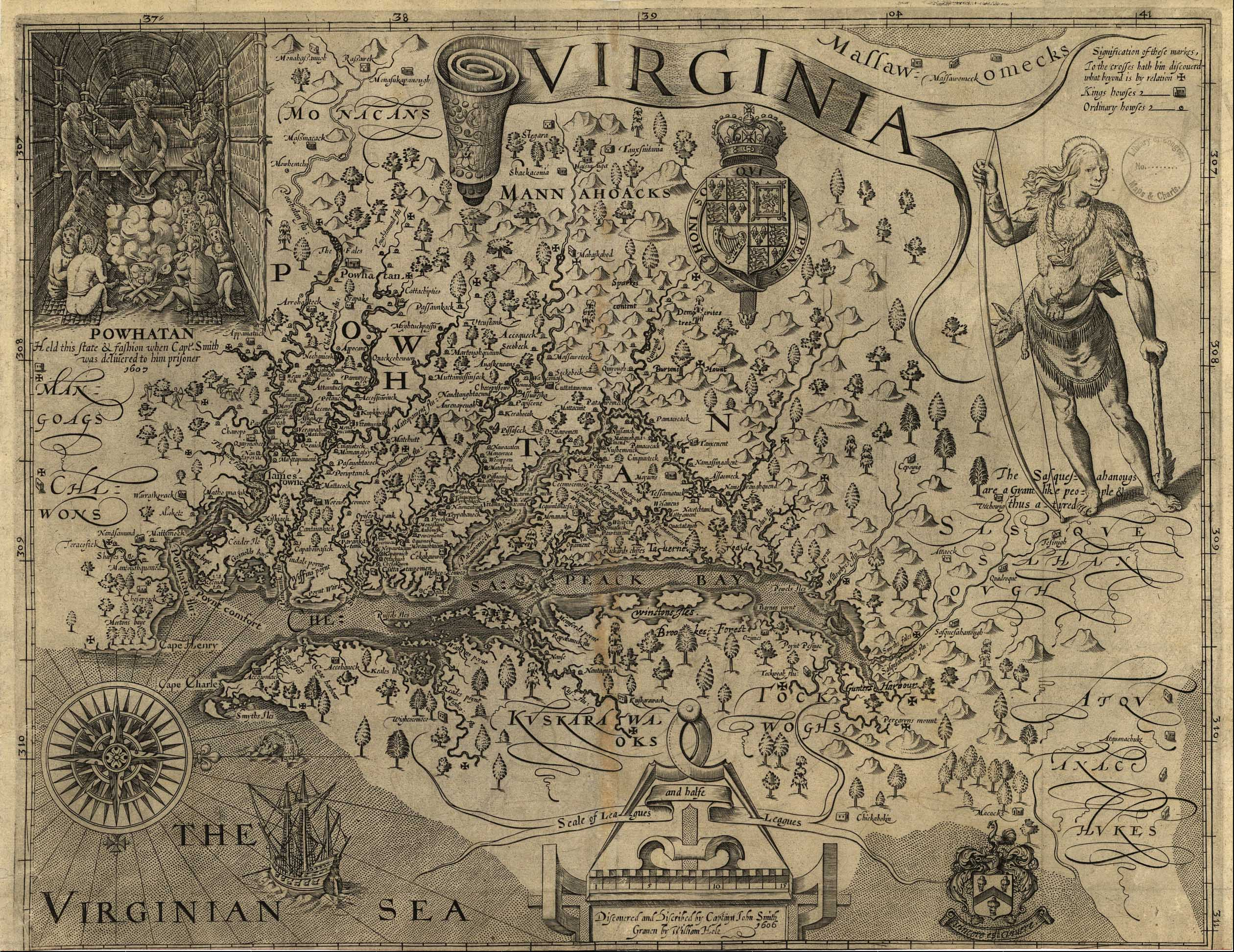
Carte de John Smith de la baie de Chesapeake et de ses affluents. La carte situe l'emplacement de nombreux villages appartenant au Tsenacommacah (vers 1612).

Tsenacommacah (« terre densément peuplée ») — également écrit Tscenocomoco, Tsenacomoco, Tenakomakah, Attanoughkomouck et Attan-Akamik — est le nom donné à leur territoire par les Indiens powhatans, tels que Pocahontas. Son père Wahunsunacock gouvernait sur toutes les tribus qui se trouvaient sur le Tsenacomacah.
Ce territoire, situé autour de la baie de Chesapeake, était composé de territoires faisant partie aujourd'hui du Sud-Est de la Virginie, du Nord-Est de la Caroline du Nord et de l'Eastern Shore de Virginie.